# 宅見組
二代目宅見組（たくみぐみ）は、大阪府大阪市中央区にかつて本部を置き、大阪府豊中市に本家を置く暴力団。かつては特定抗争指定暴力団・神戸山口組の傘下組織であった。

## 概要
四日市競輪場の利権を掌握し、資金源とする事を目的として三重県鳥羽市内に設立された三代目山口組系南道会傘下福井組鳥羽支部が前身。
宅見勝が福井組の若頭に昇格した1970年には大阪府の千日前に本拠地を移し、組織名も宅見組と改称された。
1990年代のバブル期以降、山口組内で存在感を増した事で“大阪ミナミの象徴”と称される程に勢力を拡大した。
神戸山口組への移籍以降も暴力団としては広くその存在を知られており、動向が注視されていた。しかし山口組側による抗争により勢力を失い、独立組織となるに至った。
大阪市中央区の宅見組本部の使用差し止め及び売却・解体以降、入江禎組長の自宅が事実上の本家と見做されている。2025年2月、大阪地方裁判所は入江禎組長の豊中市の自宅（土地と建物）を強制競売の手続き開始し差し押さえた

## 略歴

### 初代
- 1965年（昭和40年）、宅見勝は三重県鳥羽市にて三代目山口組系福井組鳥羽支部を結成し、福井組若頭補佐に就任した。
- 1970年（昭和45年）、本拠を大阪に移転し、組織名が宅見組となった。
- 1978年（昭和53年）、三代目山口組直参に昇格した。
- 1983年（昭和58年）7月、若頭補佐に就任した。
- 1984年（昭和59年）6月5日、四代目山口組が発足し、引き続き若頭補佐となった。
- 1989年（平成元年）5月10日、五代目山口組が発足すると若頭に就任した。
- 1997年（平成9年）8月28日、新神戸オリエンタルホテル4Fの喫茶店で、中野会会員に銃撃され、搬送先の神戸市立中央病院で死亡した。

### 二代目
- 1997年10月、宅見組若頭の入江禎が、二代目宅見組組長を襲名し、五代目山口組直参に昇格した。
- 2005年（平成17年）6月、若頭補佐に就任した。
- 2005年7月、六代目山口組が発足すると総本部長に就任した。
- 2010年（平成22年）12月1日、大阪府警捜査4課は、暴力団同士の対立抗争に参加した組員に慰労目的の金品を与えた暴力団対策法（賞揚等禁止命令）違反の疑いで、入江を逮捕した[4]。
- 2013年（平成25年）10月、総本部長を辞任し、舎弟頭に就任した。
- 2013年12月19日、米財務省が、日本国内外で麻薬の密輸や人身売買などの犯罪行為に関与しているとして、入江を金融制裁の対象に指定した[5]。
- 2015年（平成27年）8月26日、六代目山口組を離脱した。
- 同月27日、共に離脱した13団体と神戸山口組を結成し、副組長に就任した[6][7][8]。
- 2022年（令和4年）9月21日、神戸山口組を離脱し独立組織となる。
- 2023年（令和5年）4月、大阪市中央区の旧本部が民間企業に売却され、7月までに解体された[9]。
- 2025年4月8日、六代目山口組が抗争終了宣言。

## 抗争歴

### 第二次大阪戦争
大阪戦争は、1975年（昭和50年）7月26日から1978年（昭和53年）11月1日に掛けて大阪府周辺で三代目山口組と二代目松田組との間で発生した抗争事件。
- 1978年9月24日、和歌山県和歌山市で山口組系宅見組の大丸均と松本正夫が松田組系福田組傘下杉田組組長・杉田寛一を射殺。
- 9月27日、宅見組が松田組組長・樫忠義に対する殺人予備、銃刀法違反で捜索を受ける。宅見組ではダイナマイトをラジコンのヘリコプターに積み込み樫宅を空爆する計画を立てていた。トランシーバーの他、拳銃5丁が押収され、組員4人が逮捕された。

松田組との手打ちさえ望まない山本健一は、11月1日に報道陣を神戸の田岡邸に招いて一方的に抗争終結を宣言。松田組も終結宣言を大阪府警に提出し、大阪戦争は終結した。

### 山一抗争
山一抗争は、1984年（昭和59年）8月5日から1989年（平成元年）3月30日にかけて四代目山口組と一和会の間に起こった暴力団抗争事件。317件の大小抗争が発生した。
- 一和会結成時すでに、宅見勝は、元の親分に当たる福井組組長・福井英夫を説得し、一和会への参加を取り止めさせ、ヤクザから引退させている。
- 山口組では中山勝正の後任若頭に渡辺芳則が就任したが、これには宅見の強力な推薦があったとされる。渡辺は山本健一が率いた山健組の二代目を継いで間もなく、直参としてのキャリアも宅見の方が上であった。しかし恩人である山本へ報いる気持ちからも後継ぎの渡辺を推した。
- 1985年（昭和60年）3月6日、三重県四日市市の喫茶店で、宅見組傘下勝心連合系組員の2人が拳銃で一和会水谷一家の元相談役・清水幹一を射殺。

抗争終結後の1989年4月27日、山口組直系組長会で、渡辺芳則の山口組五代目就任が決定。渡辺が若頭に就任した時と同様、五代目に就任するのに宅見は尽力した。

### 八王子抗争
八王子抗争は1990年（平成2年）2月15日から同月25日までに、東京都八王子市で宅見組と二率会との間で発生した抗争事件。
- 1990年2月16日、宅見組組員が、八王子市横山町の二率会所有のビルに銃弾5、6発を撃ち込む。
- 17日、宅見勝ら山口組組員が、2月15日に二率会に殺害された宅見組幸田組組員の葬儀に出席するために、八王子市に集まった。
- 同日、東京都杉並区荻窪のアメリカ人女性の住むマンションに銃弾が撃ち込まれた。この部屋には、1989年（平成元年）9月まで、二率会系組事務所が置かれていた。
- 同日、八王子市小門町の二率会八王子一家組事務所に、銃弾5、6発が撃ち込まれた。
- 同日、八王子市高尾町の二率会系組長宅に、銃弾が撃ち込まれた。
- 同日、八王子市八幡町の二率会系組事務所に、銃弾4発が撃ち込まれ、警戒中の警察車両にも、銃弾1発が撃ち込まれた。
- 18日、武蔵野市の二率会系組事務所に銃弾3発を撃ち込み、宅見組系組員が逮捕された。
- 19日、八王子市横山町の二率会系八王子一家総長・宮本高三の自宅前の街宣車に銃弾が撃ち込まれた。
- 20日、北海道旭川市二条通りの路上で、二率会系藤田組幹部が至近距離から腹や胸などに銃弾6発を受けて、死亡した。
- 同日、八王子市明神町で、二率会系組事務所の隣のビルに2トントラックが突っ込んだ。
- 同日、八王子市小門町で、トラックが二率会組長の自宅に突っ込み、更に銃弾4発が撃ち込まれた。
- 同日、相模原市の二率会系組長の自宅に銃弾が撃ち込まれた。
- 22日、警視庁は、警備部、防犯部、機動隊を含めて1,200人の警察官を動員した。警視庁捜査四課は、八王子市を中心に、30班で合計150人の山口組組員が潜伏していると、見積もっていた。

一連の抗争で、二率会に対して約20回に及ぶ銃撃を行った。警視庁は捜査員80人を大阪市に派遣し、宅見組本部や宅見組系幹部宅などを一斉に家宅捜査した。
最終的に二率会会長が宅見勝に謝罪し抗争は終結。結果として「山口組は多摩川を越えない」という不文律が崩壊し、山口組の東京進出を加速させる契機となった抗争であった。その後、二率会は2001年（平成13年）をもって解散した。

### 宅見若頭射殺事件後
宅見若頭射殺事件とは、1997年（平成9年）8月28日、宅見勝が、同じく山口組系の中野会系組員に射殺された内部抗争。当代が殺害された事情から、宅見組は中野会に猛攻を加えた。
- 1999年（平成11年）9月に中野会若頭・山下重夫が、宅見組系組員4人に射殺された。
- 2002年（平成14年）4月に中野会副会長・弘田憲二が、宅見組系天野組組員に沖縄で射殺された。

抗争により勢力を削がれた中野会は、山口組の直系組長らの仲介・説得もあり、2005年（平成17年）8月7日に解散届を大阪府警に提出した。

## 歴代組長
- 初代 - 宅見 勝（五代目山口組若頭／四代目山口組若頭補佐／三代目山口組直参若衆／福井組若頭）
- 二代目 - 入江 禎（神戸山口組副組長／六代目山口組舎弟頭／五代目山口組若頭補佐／宅見組若頭／福井組幹部）